# The Lilies
 (novembre 2024).
Si vous disposez d'ouvrages ou d'articles de référence ou si vous connaissez des sites web de qualité traitant du thème abordé ici, merci de compléter l'article en donnant les références utiles à sa vérifiabilité et en les liant à la section « Notes et références ».
The Lilies (ザ・リリーズ, za ririizu), plus tard renommé Lilies, est un duo J-pop créé en 1975, formé des idoles japonaises Naomi Tsubame (燕奈緒美) et Mayumi Tsubame (燕真由美), sœurs jumelles nées le 7 décembre 1960 à Yubarishi, préfecture d'Hokkaido, au Japon. Leur dernier disque régulier en tant que The Lilies sort en 1981. Au milieu des années 1980, les deux sœurs enregistrent quelques thèmes de films et séries TV sous leurs propres noms, et une collaboration en tant que Lilies, probablement pour des questions de droits sur le nom complet original. Le duo continue à se produire de temps en temps sous ce nouveau nom, et sort même trois singles à la fin des années 2000.

## Discographie

### Albums
Les quatre albums de The Lilies sont :
- 1976 : 小さな恋のメロディー
- 1976 : 恋に木枯らし
- 1977 : 花のささやき
- 1978 : 思春記

Compilations
- 1993 : Nantettatte Idol Pop (なんてったってアイドル・ポップ～水色のときめき～)
- 2002 : Golden Best - The Lilies
- 2005 : NEW BEST 1500 - The Lilies

### Singles
- 1975 : 水色のときめき
- 1975 : 好きよキャプテン
- 1976 : いじわる時計
- 1976 : 初恋にさよなら
- 1976 : 恋に木枯らし
- 1977 : パパ キケン
- 1977 : 初恋スラローム
- 1978 : 春風の中でつかまえて
- 1978 : 太陽がいっぱい
- 1978 : 一度だけのスキャンダル
- 1979 : 遠いふるさと
- 1979 : きわどい季節
- 1980 : ちょっと HONG KONG TOWN
- 1981 : シェルの涙

Tsubame Mayumi & Naomi
- 1985 : Galactica Thrilling (ギャラクティカ・スリリング) (thème japonais de la série Supermarionation Terrahawks)
- 1985 : One World (大切な言葉=ワン・ワード) (thème japonais de la série Supermarionation Terrahawks)
- 1986 : Hitomi wa Cosmos / Wonder Beat (瞳はコスモス／ワンダービート) (thème de la série anime Wonder Beat S)

Terumi Yoshida & Lilies
- 1986 : 夫婦茶碗

Lilies
- 2006 : Karinga / Dragon
- 2008 : Daisy
- 2008 : Dragon / Karinga

## Liens
- Ressources relatives à la musique :   - Discogs
  - MusicBrainz
  - Songkick
  - VGMDb
- (ja) Lilies: site officiel
- (ja) Lilies: blog officiel
- (ja) Lilies: fan club officiel
- (ja) Site de fan japonais